# 104 Tauri
104 Tauri, som är stjärnans Flamsteed-beteckning, är en ensam stjärna belägen i den mellersta delen av stjärnbilden Oxen, som också har Bayer-beteckningen m Tauri. Den har en skenbar magnitud på ca 4,92 och är svagt synlig för blotta ögat där ljusföroreningar ej förekommer. Baserat på parallaxmätning inom Hipparcosuppdraget på ca 64,8 mas, beräknas den befinna sig på ett avstånd på ca 50 ljusår (ca 15 parsek) från solen. Den rör sig bort från solen med en heliocentrisk radialhastighet av ca 20 km/s.

## Egenskaper
104 Tauri är en gul till vit stjärna i huvudserien av spektralklass G4 V. Den har en massa som är ungefär lika med en solmassa, en radie som är ca 1,6 solradier och utsänder ca 2,4 gånger mera energi än solen från dess fotosfär vid en effektiv temperatur på ca 5 700 K.
Den skenbara magnituden hos 104 Tauri anger att den är en ung stjärna. De kemiska elementen i dess yttre atmosfär antyder emellertid en annan historia, som tyder på att den är en stjärna ur population II med en ålder av 12-13 miljarder år. Denna skillnad kan betyda att stjärnan har genomgått en period med massöverföring. Möjliga scenarier är att stjärnan antingen har genomgått en sammanslagning med en nära följeslagare, eller annars samverkat med det tidigare molnet i den närliggande öppna stjärnhopen NGC 2516. Stjärnan visar också övertygande bevis på ett överskott infraröd strålning, vilket antyder förekomsten av en omgivande stoftskiva.